# Ара синьокрилий
Ара синьокрилий (Ara severus) — птах родини папугових.

## Зовнішній вигляд
Довжина тіла 45-52 см, хвоста 20-24 см; вага 380 г. Забарвлення зелене, голова з синім відтінком. Підборіддя, щоки й чоло темно-червоне з буруватим відтінком. Мале махове пір'я із зовнішньої сторони зелене, першорядні махові — блакитні. Малі криючи пір'я червоне. Хвіст червоно-коричневий з блакитним кінцем. Дзьоб чорний. Лабети сірі. Райдужка оранжева.

## Розповсюдження
Живе в Південній Америці від Панами до басейну Амазонки (захід і центр Бразилії, північ і центр Болівії).

## Спосіб життя
Населяють тропічні сельви, болота, луки, савани з лісопосадками, кромки дощового лісу, пальмові гаї до висоти 1000—1500 м над рівнем моря. Живляться пальмовими горіхами, ягодами, насіннями, плодами. Іноді наносять відчутну втрату плантаціям кукурудзи, де годуються в період дозрівання врожаю. Таку ж загрозу становлять ці папуги й гаям фігових дерев.

## Розмноження

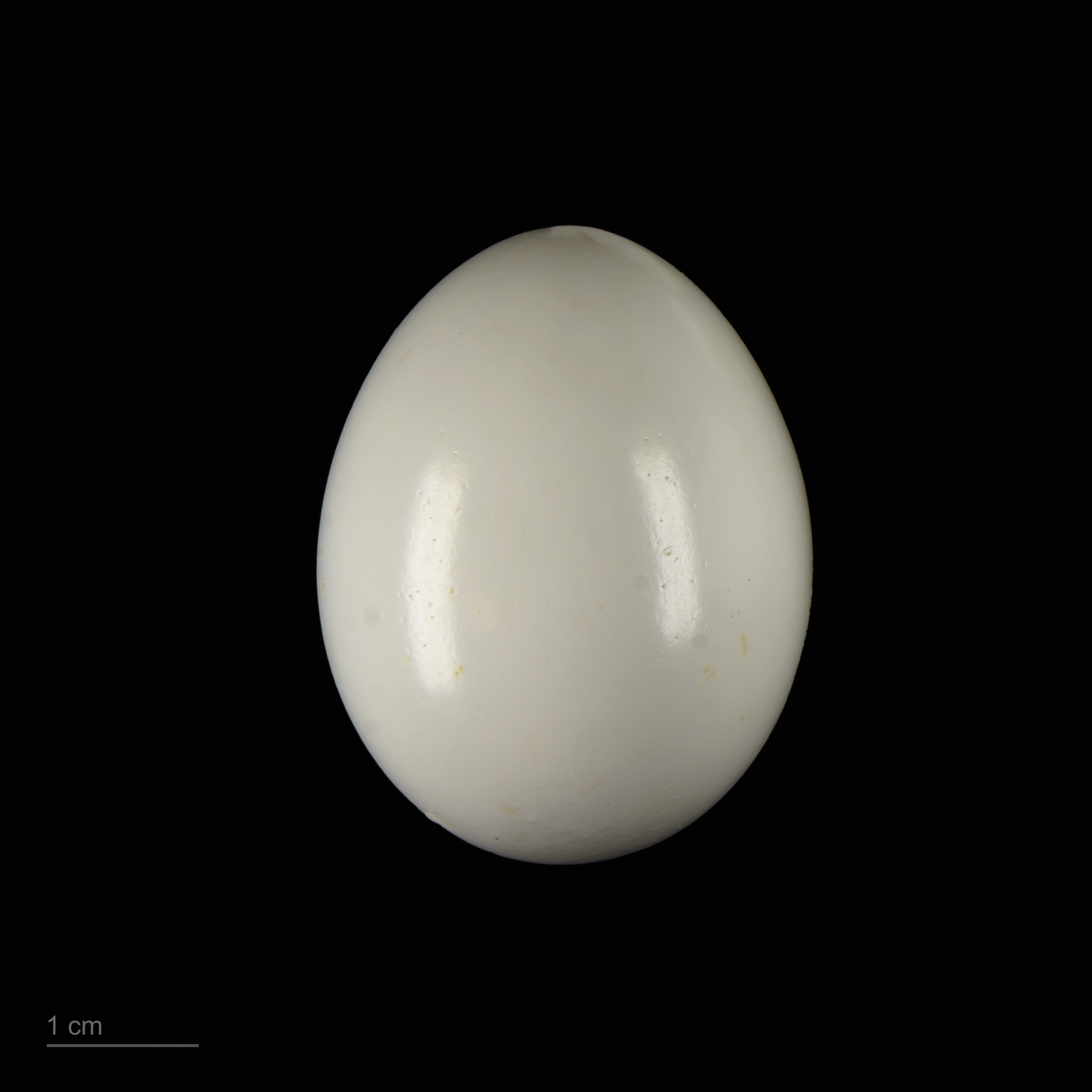
Яйце ара синьокрилого в оологічній колекції (Тулузький музей)

Гніздо влаштовує в дуплах мертвих старих пальм, на великій висоті; відомі випадки їх гніздування й у норах по берегах річок. Часто гніздяться колоніями. У кладці 2-5 яєць. Насиджування триває 26-28 днів. Перші кілька днів самка не залишає гніздо, а самець її годує й постійно перебуває поруч, іноді залазячи в нього на ніч. Пташенята оперяють в 11-12 тижнів. Після виходу пташенят із гнізда, їх ще два тижні годують батьки.

## Утримання
У Європу цих птахів завозять уже ручними, узятими із гнізда пташенятами й штучно вирощеними людьми. Вони добре відрізняють людину, яка за ними доглядає, від сторонніх. Зустрічаються особини, що прекрасно наслідують людської мови, різним мелодіям і звукам. Попри ці позитивні якості, у папуг дуже голосний і різкий голос і дуже сильний дзьоб, тому в домашніх умовах тримати їх складно.